# Vámosgyörk (stacja kolejowa)
Vámosgyörk (węg: Vámosgyörk vasútállomás) – węzłowa stacja kolejowa w Vámosgyörk przy József Attila utca, na Węgrzech.

## Linie kolejowe
- Linia kolejowa 80 Budapest – Hatvan - Miskolc - Sátoraljaújhely
- Linia kolejowa 85 Vámosgyörk – Gyöngyös
- Linia kolejowa 86 Vámosgyörk – Újszász – Szolnok

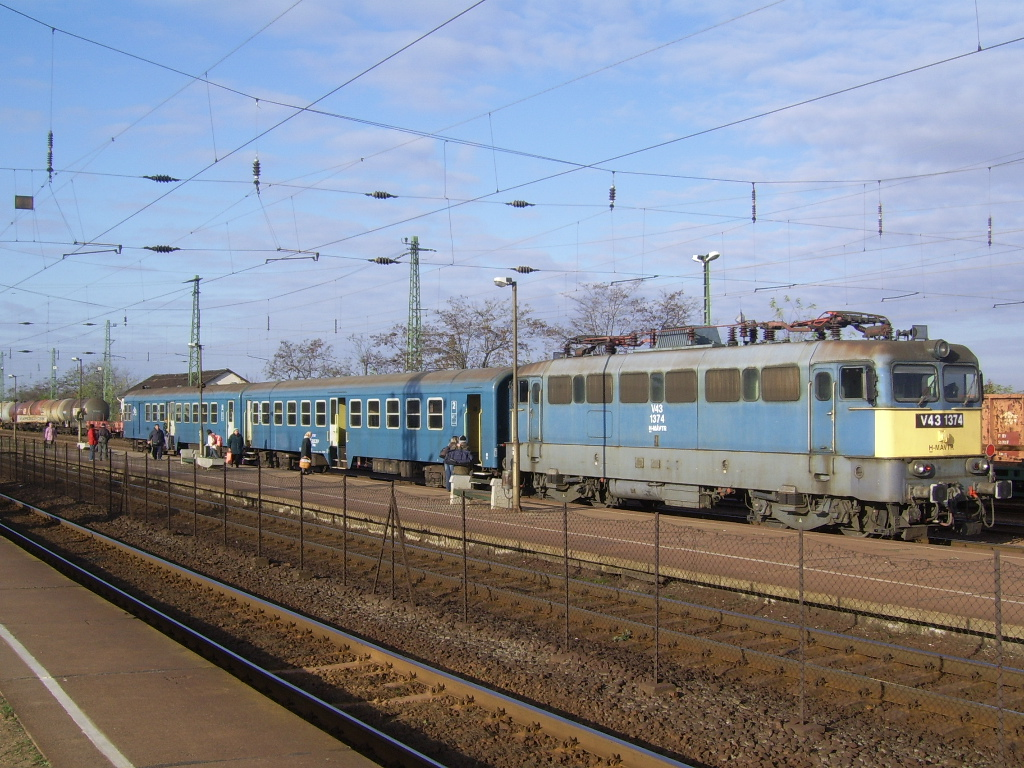
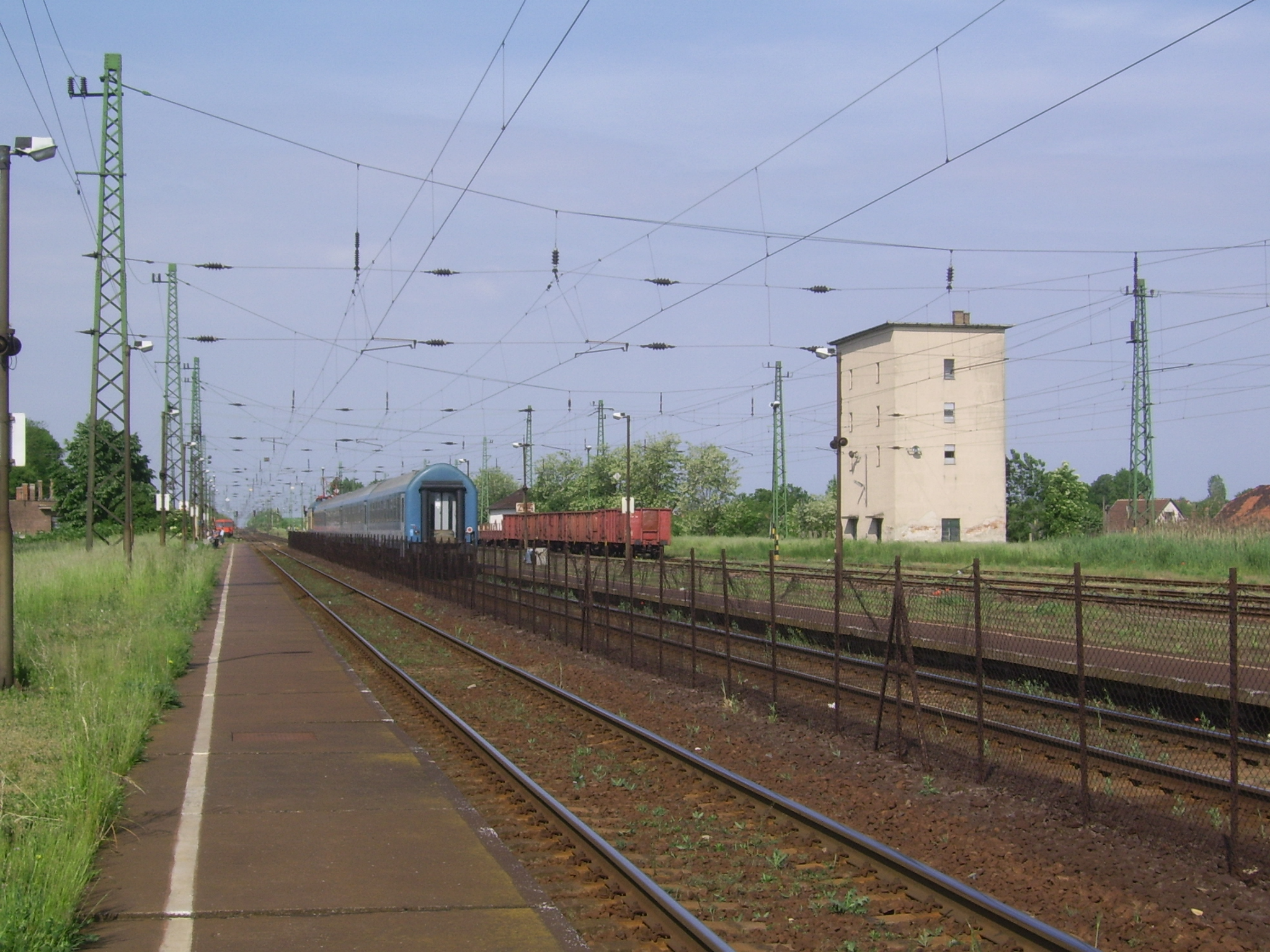
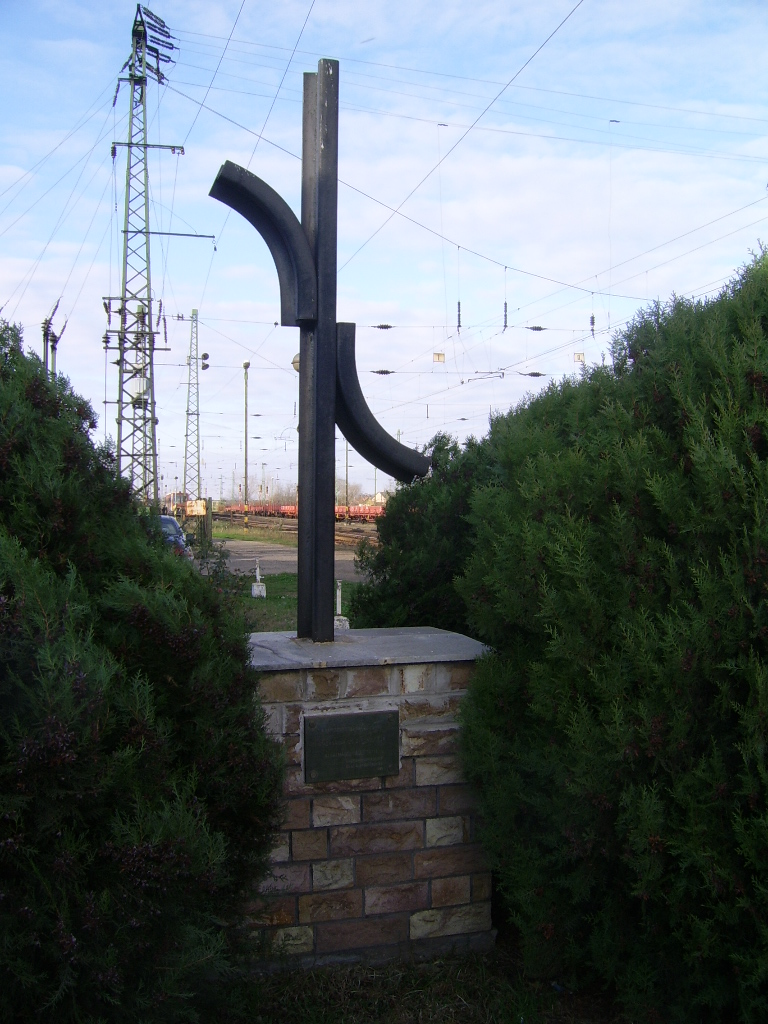

| Vámosgyörk                                                                  |  |                                    |
| Linia kolejowa 85 Vámosgyörk – Gyöngyös (0,000 km)                          |  |                                    |
|                                                                             |  | Gyöngyöshalász odległość: 9,000 km |
| Linia kolejowa 80 Budapest – Hatvan - Miskolc - Sátoraljaújhely (87,000 km) |  |                                    |
| Hatvanodległość: 20,000 km                                                  |  | Adács odległość: 4,000 km          |
| Linia kolejowa 85 Vámosgyörk – Gyöngyös (0,000 km)                          |  |                                    |
| Jászárokszállásodległość: 8,000 km                                          |  |                                    |